# Contessina de’ Bardi
Contessina de’ Bardi (ur. 1390 lub 1391, zm. między 26 września a 26 października 1473) – włoska arystokratka z rodziny Bardi, żona Kosmy Medyceusza.

## Życiorys
Contessina pochodziła z rodziny Bardi, która miała wysoką pozycję we Włoszech do momentu upadku rodzinnego banku w 1343. Od tej pory jej znaczenie spadało. Cieszyła się jednak sławą jako kondotierzy. Przedstawiciele rodziny Bardi popierali Medyceuszy z Florencji, którzy wykorzystywali ich jako wsparcie zbrojne.
Contessina de' Bardi przyszła na świat jako Lotta, córka Alessandro di Sozzo Bardi, hrabiego Vernio, i Camilli Pannochieschi, córki Raniero di Guido Pannochieschi, hrabianki Elci.
Około 1415 wyszła za Kosmę Medyceusza. Małżeństwo to połączyło Bardi i Medyceuszy oraz przypięczetowało sojusz dwóch najważniejszych włoskich rodów. Małżonkowie zamieszkali z rodzicami Kosmy, Piccardą Bueri i Giovannim di Bicci de’ Medici w Palazzo Medici-Riccardi w Via Larga.

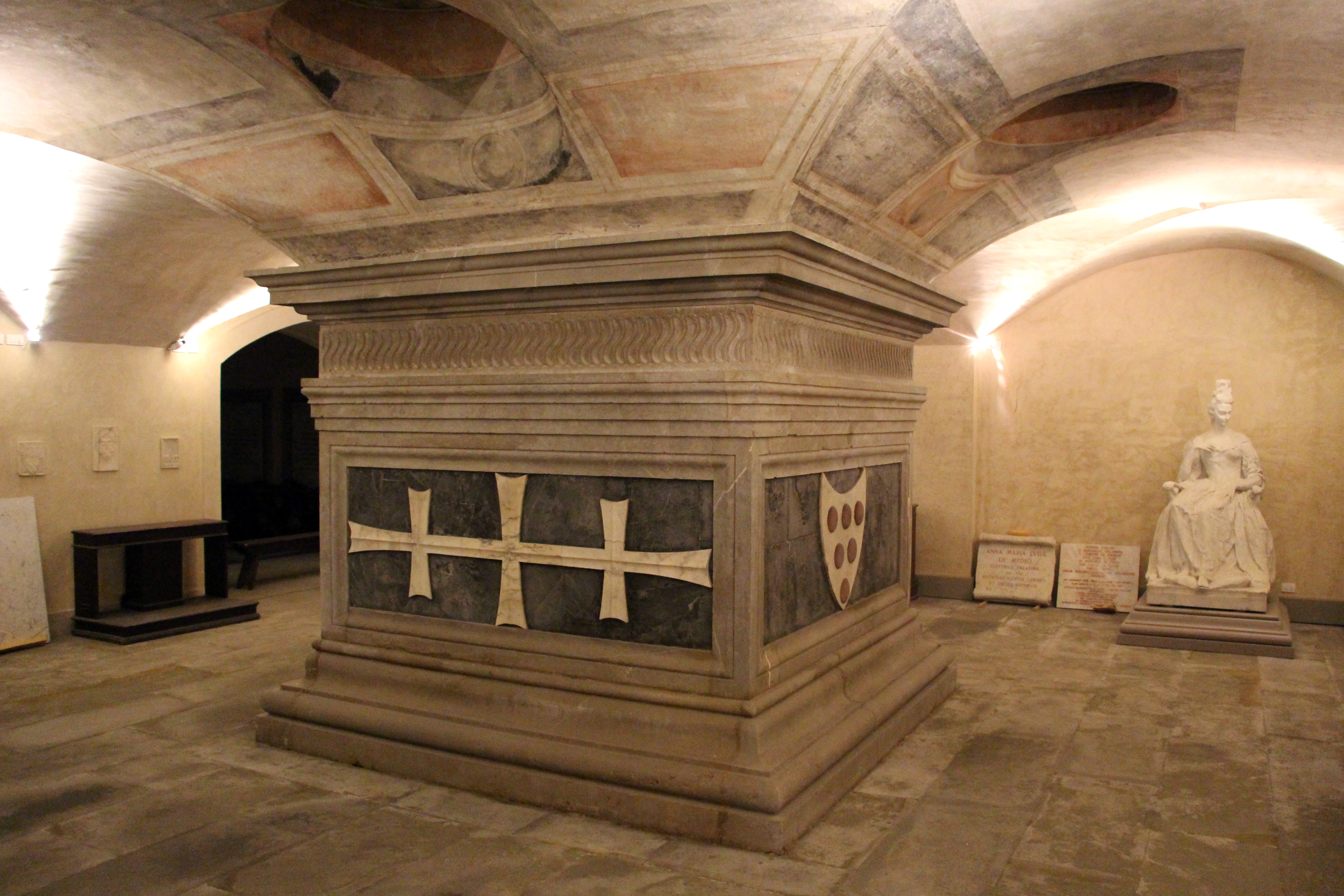
Nagrobek Kosmy Medyceusza i Contessini de' Bardi w Bazylice San Lorenzo we Florencji

Contessina de' Bardi znana była z oszczędności i sprawnego zarządzania domem. Urodziła dwóch synów: w 1416 Piotra (Piero), a w 1421 Jana (Giovanniego). Wychowywała też nieślubnego syna Kosmy, Carlo. Między małżonkami nie było miłości, ale sympatia.
Nie angażowała się politycznie, ale pełniła funkcje reprezentacyjne Kiedy mąż udał się na wygnanie, pozostała we Florencji.
Przeżyła Kosmę o 10 lat. Po jego śmierci zamieszkała z synem Piotrem. Utrzymywała dobre relacje z synową Lukrezią Tornabuoni oraz jej dziećmi, dziedzicem rodu Wawrzyńcem (Lorenzo), i Julianem (Giuliano). Kiedy dorośli, korzystali z rad babki, m.in. podczas negocjacji podatków nakładanych na tych, których wspierała. Była zaangażowana w negocjacje prześlubne w najważniejszych rodzinach Florencji. Jako osoba religijna odbudowała klasztor św. Luci przy via S. Gallo, przeznaczając na niego cały posag.
Wnuk Contessiny Wawrzyniec nazwał jej imieniem córkę. Donatello wyrzeźbił popiersie Contessiny de’ Bardi.
Zachowało się 35 listów Contessiny do męża, synów i synowych oraz innych osób z rodziny.

## W popkulturze
W 2016 Annabel Scholey zagrała Contessinę de’ Bardi w serialu Medyceusze. Władcy Florencji.